# Saint-Paul (Orne)
Saint-Paul – miejscowość i gmina we Francji, w regionie Normandia, w departamencie Orne.
Według danych na rok 1990 gminę zamieszkiwały 584 osoby, a gęstość zaludnienia wynosiła 73 osoby/km² (wśród 1815 gmin Dolnej Normandii Saint-Paul plasuje się na 386. miejscu pod względem liczby ludności, natomiast pod względem powierzchni na miejscu 648.).